# Om Jesus med i skeppet är

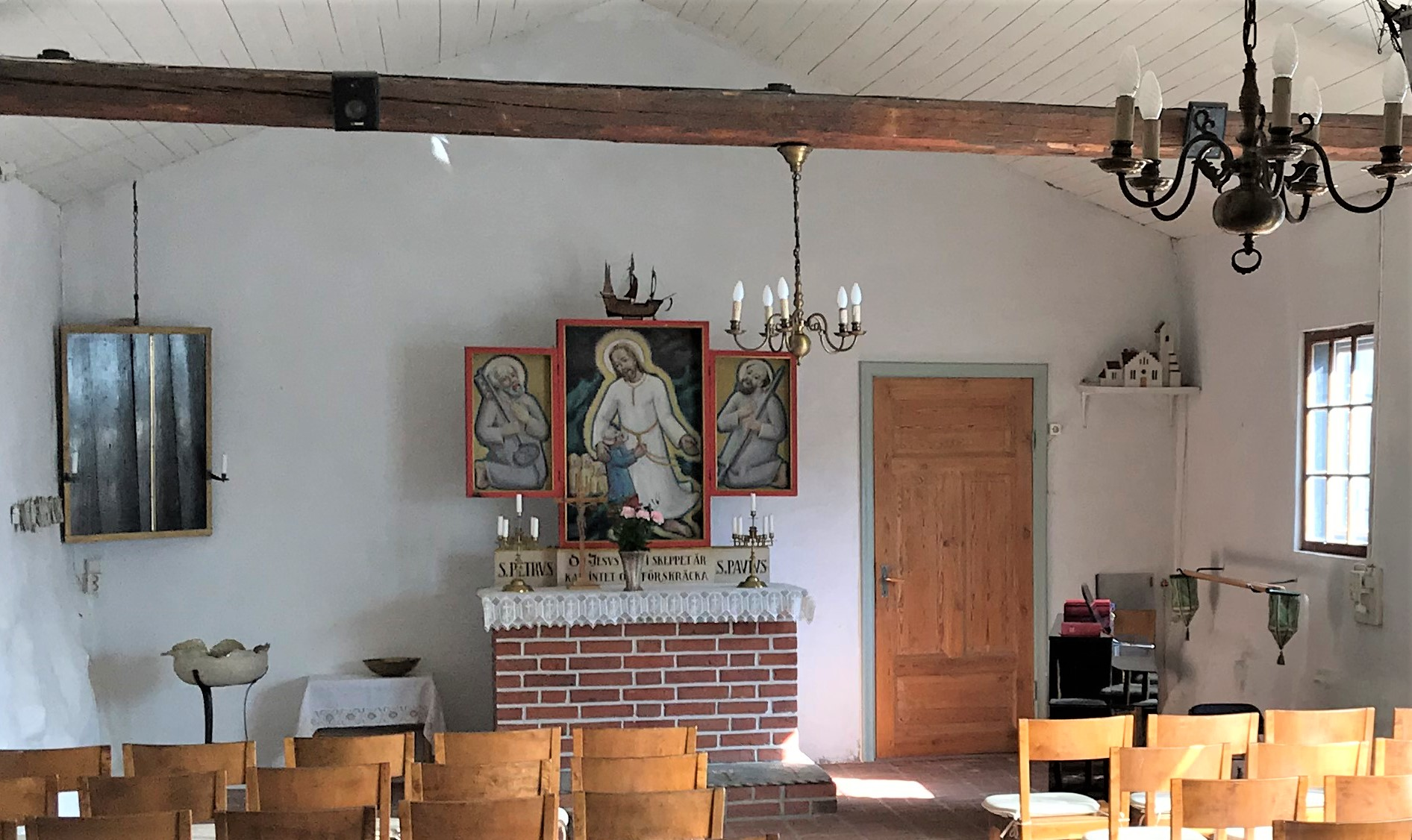
Altartavlan i Skillinge kapell

Om Jesus med i skeppet är är en psalm för sjöfarande av Assar Lindeblad (1800-1848) från 1800-talet som senare bearbetades av Johan Alfred Eklund.
Melodin är en tonsättning från 1653 av Johann Crüger. Enligt Koralbok för Nya psalmer, 1921 används den,  som melodi för psalmerna Min högsta skatt, o Jesu kär (1819 nr 186) och En vingård Gud planterat har (1921 nr 527).
I Sankt Pauli kapell i Skillinge finns en altartavla med texten Om Jesus med i skeppet är, kan intet oss förskräcka.
Eklunds texter blev fria för publicering 2015.

## Publicerad som
- Nr 622 i Svenska Missionsförbundets sångbok 1920 under rubriken "Sjömansmission".
- Nr 640  i Nya psalmer 1921, tillägget till 1819 års psalmbok under rubriken "Det Kristliga Troslivet: Troslivet i hem och samhälle: För sjöfarande".